# Al-Fayha
O Al-Fayha Football Club (em árabe: نادي الفيحاء لكرة القدم), é um clube de futebol da Arábia Saudita, da cidade de Al Majma'ah.
Fundado em 1954, disputa a primeira divisão do Campeonato Saudita (Saudi Professional League, em inglês) bem como a copa nacional (King Cup, ou Copa do Rei). Suas cores são o laranja e o azul.
Dentre as campanhas de destaque do clube, estão o título da primeira divisão Saudita (First Division) em 2016-17, bem como o campeonato da segunda divisão nacional (Second Division) em 1984-85 e 2013-14.

## Títulos
| Nacionais      | Nacionais                                                | Nacionais | Nacionais  |
|                | Competição                                               | Títulos   | Temporadas |
| -------------- | -------------------------------------------------------- | --------- | ---------- |
| Arábia Saudita | Campeonato Saudita da Segunda Divisão (First Division)   | 1         | 2016–17    |
| Arábia Saudita | Campeonato Saudita da Terceira Divisão (Second Division) | 1         | 2013–14    |
| Arábia Saudita | Copa do Rei                                              | 1         | 2022       |